# القرار التنفيذي 9066

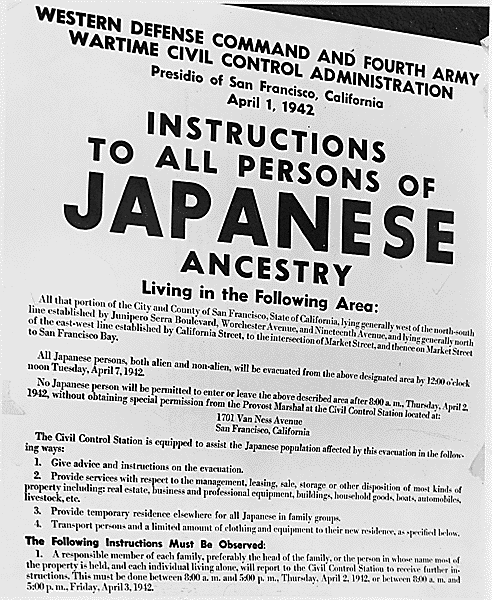

القرار التنفيذي 9066 هو قرار رئاسي أُقِّر خلال الحرب العالمية الثانية بواسطة الرئيس الأمريكي فرانكلن روزفلت في 19 فبراير 1942. القرار 9066 أدى لترحيل اليابانيون الأمريكيون والإيطاليون الأمركيون والألمانيون الأمريكيون إلى مُخيَّمات الاعتقال. هذا القرار كان نتيجة لهستيريا الحرب وحادثة نيهاو.